# Eleições diretas do Partido Social Democrata (Portugal) de 2016
As eleições diretas do Partido Social Democrata em 2016 ocorerram em Portugal e serviram para determinar quem seria o Presidente do Partido Social Democrata no mandato 2016-2018. O candidato único, Pedro Passos Coelho, conseguiu a reeleição para um quarto mandato à frente do PSD.
Este sufrágio surgiu meses depois das eleições legislativas de 2015, em que apesar da vitória da coligação com o CDS-PP, Portugal à Frente, o Partido Socialista de António Costa formou governo, com o apoio parlamentar do Bloco de Esquerda, do Partido Comunista Português e do Partido Ecologista "Os Verdes".
Ao contrário do seu parceiro de coligação, Paulo Portas, Pedro Passos Coelho decidiu candidatar-se a mais um mandato na liderança do PSD, tendo sido reeleito com a maior percentagem de votos de qualquer uma das eleições diretas a que foi candidato, continuando assim como Líder da Oposição.